# Импириъл Бийч (град, Калифорния)
Импириъл Бийч (на английски: Imperial Beach) е град в окръг Сан Диего, щата Калифорния, САЩ. Импириъл Бийч е с население от 29992 жители (2006) и обща площ от 11,7 km². Намира се на 21 m надморска височина. ЗИП кодовете му са 91932, а телефонният му код е 619.